# Saint-Pierre-de-Manneville
 Saint-Pierre-de-Manneville  es una población y comuna francesa, en la región de Alta Normandía, departamento de Sena Marítimo, en el distrito de Rouen y cantón de Grand-Couronne.

## Demografía
| 432 | 442 | 501 | 571 | 728 | 774 |
| Para los censos de 1962 a 1999 la población legal corresponde a la población sin duplicidades (Fuente: INSEE [Consultar]) |     |     |     |     |     |